# Rio Hamzoaia
O Rio Hamzoaia é um rio da Romênia, afluente do Bicaz, localizado no distrito de Neamţ.